# Aller Sogn
Aller Sogn er et sogn i Kolding Provsti (Haderslev Stift).
Aller Sogn hørte til Sønder Tyrstrup Herred i Haderslev Amt. Aller sognekommune blev ved kommunalreformen i 1970 indlemmet i Christiansfeld Kommune. Efter dens opløsning ved strukturreformen i 2007 kom Aller til Kolding Kommune.
I Aller Sogn ligger Aller Kirke.
I sognet findes følgende autoriserede stednavne:
- Aller (bebyggelse, ejerlav)
- Brabæk (bebyggelse)
- Hejls Nor (vandareal)
- Hejlsminde (bebyggelse)
- Kobbersted (bebyggelse)
- Meng (bebyggelse)
- Skovhuse (bebyggelse, ejerlav)
- Stubbom (bebyggelse, ejerlav)
- Taps Å (vandareal)
- Åkær (bebyggelse)

## Afstemningsresultat
Folkeafstemningen ved Genforeningen i 1920 gav i Aller Sogn 428 stemmer for Danmark, 48 for Tyskland. Af vælgerne var 172 tilrejst fra Danmark, 41 fra Tyskland. 